# Julia van Bergen
Julia van Bergen (Harderwijk, 17 september 1999) is een Nederlandse zangeres die op 27 september 2014 de nationale finale van het Junior Songfestival 2014 won met het nummer Around. Ze mocht daarom op 15 november 2014 Nederland vertegenwoordigen op het Junior Eurovisiesongfestival 2014 op Malta. Ze behaalde daar op de achtste plaats, met 70 punten.
Van Bergen deed mee aan het achtste seizoen van het RTL-4 programma The voice of Holland. Na haar blind audition koos zij zanger Waylon als coach. Van Bergen werd in de knock-outfase van het programma uitgeschakeld.

## Nummers
- Around
- Round and Around (Engelse versie van Around)
- Baby come home
- The One
- Selfish
- Plankgas

2003: Roel ·
2004: Klaartje & Nicky ·
2005: Tess ·
2006: Kimberly ·
2007: Lisa, Amy & Shelley ·
2008: Marissa ·
2009: Ralf ·
2010: Anna & Senna ·
2011: Rachel ·
2012: Femke ·
2013: Mylène & Rosanne ·
2014: Julia ·
2015: Shalisa ·
2016: Kisses ·
2017: FOURCE ·
2018: Max & Anne ·
2019: Matheu ·
2020: UNITY ·
2021: Ayana ·
2022: Luna Sabella ·
2023: Sep & Jasmijn ·
2024: Stay Tuned